# Benjamin Fagel
Benjamin Fagel, heer van Ter Weer ('s-Gravenhage, gedoopt 14 augustus 1642 - aldaar, 14 juni 1706) was een Nederlands jurist.

## Biografie
Fagel was lid van de familie Fagel en een zoon van mr. François Fagel (1585-1644), raadsheer bij de Hoge Raad, en diens tweede vrouw Beatrix van Byemont. Hij trouwde in 1673 met Jacoba Graswinckel (†1722), lid van de familie Graswinckel, uit welk huwelijk een zoon, François Fagel (1674-1718), werd geboren.
Fagel studeerde rechten vanaf 1666 te Utrecht. Daarna was hij advocaat te Den Haag en in 1673 en 1674 secretaris van de Hollandse Rekenkamer. In 1674 werd hij benoemd tot raadsheer in het Hof van Holland, Zeeland en West-Friesland. Die laatste functie behield hij tot zijn overlijden. Hij gold als een bekwaam jurist.
Fagel was een verzamelaar van allerhande voorwerpen die hij plaatste in twee kabinetten; deze verzameling werd na zijn overlijden in 1709 geveild.
In 1691 kocht Fagel het Huis ter Weer in Wassenaar, dat hij als zomerverblijf gebruikte.